# Avenue Raymond Foucart
Pour les articles homonymes, voir Foucart.
L'avenue Raymond Foucart (en néerlandais : Raymond Foucartlaan) est une avenue bruxelloise de la commune de Schaerbeek qui va de la rue Godefroid Guffens à la rue du Tilleul en passant par la rue Hubert Krains, la rue Julius Hoste, la rue Herman Richir et la rue Charles Vanderstappen.
La numérotation des habitations va de 1 à 37 pour le côté impair et de 2 à 26 pour le côté pair.

## Origine du nom de la rue
L'avenue porte le nom d'un ancien bourgmestre (1921-1927) schaerbeekois, Raymond Foucart, né à Bruxelles le 21 juin 1872 et décédé à Schaerbeek le 1er avril 1941.

D'autres voies ont reçu le nom d'un ancien bourgmestre schaerbeekois :
- place Colignon
- avenue et place Dailly
- avenue Docteur Dejase
- rue Geefs
- place Général Meiser
- rue Goossens
- rue Herman
- avenue Huart Hamoir
- rue Guillaume Kennis
- rue Ernest Laude
- rue Massaux
- boulevard Auguste Reyers
- rue Van Hove

## Adresses notables
- nos 2 à 26 : Maisons du Foyer Schaerbeekois
- nos 21 à 37 : Maisons du Foyer Schaerbeekois